# Bythocythere kueneni
Bythocythere kueneni is een mosselkreeftjessoort uit de familie van de Bythocytheridae. De wetenschappelijke naam van de soort is voor het eerst geldig gepubliceerd in 1953 door Key [Keij].